# FV
FV je bio legendarni slovenski disko klub.  Nalazio se u Študentskem naselju i u razdoblju 1981. – 83. bio je zbornim mjestom ljubljanske supkulturne i postpunk pozornice. 
U FV-u je djelovala Borghesia i Buldožerji. Čao Pičke se pojavila za njima, a kasnije Orkester Titanik, D'pravda, Otroci socializma, Gas't'rbajtr's (pozniji Demolition Group), Disciplina kičme, Videosex, O!kult i dr.
Nastupali su još O! Kult, Grč, Orkester Titanic, Via ofenziva, Gastarbajter's, Marcus 5, Borghesia, Otroci socializma, Čao Pičke, Videosex, Gustaf i njegovi dobri duhovi i drugi.

## Vanjske poveznice
- Nina Peče: FV Music v undergroundu